# كاترين مولر
كاترين مولر هي متزحلقة حرة سويسرية، ولدت في 31 مارس 1989 في ديلسدورف في سويسرا.

## وصلات خارجية
- كاترين مولر على موقع الاتحاد الدولي للتزلج (التزلج على المنحدرات الثلجية) (الإنجليزية)
- كاترين مولر على موقع الاتحاد الدولي للتزلج (التزلج الحر) (الإنجليزية)
- كاترين مولر على موقع أوليمبيديا (الإنجليزية)